# Großallmendingen
Großallmendingen ist ein Ortsteil der Gemeinde Allmendingen im Alb-Donau-Kreis in Baden-Württemberg. Das Dorf liegt zwischen der Bahnlinie und der Bundesstraße 492. Zum Ort gehört auch das östlich der 1964 ausgebauten Umgehung liegende Industriegebiet mit der Zementfabrik.

## Sehenswürdigkeiten
- Schloss